# Batomys hamiguitan
Batomys hamiguitan és una espècie de mamífer rosegador de la família dels múrids. És endèmic del mont Hamiguitan (Filipines). Té el pelatge marró groguenc, la cua llarga i peluda i un pes de 175 g. Viu a altituds superiors a 950 msnm. El seu hàbitat natural són els boscos nans molsosos. El seu nom específic, hamiguitan, es refereix a la seva localitat tipus.